# Laurence Boissier
Laurence Boissier (Genève, 12 augustus 1965 – aldaar, 7 januari 2022) was een Zwitserse schrijfster.

## Biografie
Boissier studeerde binnenhuisarchitectuur. Ze werkte voor het Internationaal Comité van het Rode Kruis. In 2010 verscheen haar eerste literair werk, Projet de salon pour Madame B.. In 2017 won ze de Zwitserse literatuurprijs met haar werk Inventaire des lieux.
Boissier was een afstammelinge van Caroline Boissier-Butini.
Ze overleed na ziekte op 56-jarige leeftijd.

## Onderscheidingen
- Zwitserse literatuurprijs (2017)

- Bibliothèque nationale de France: cb17036458m (data)
- Gemeinsame Normdatei: 1088589065
- International Standard Name Identifier: 0000 0004 5958 3052
- Library of Congress Control Number: no2021006983
- Réseau des bibliothèques de Suisse occidentale: 02-A014109481
- Système universitaire de documentation: 080022472
- Virtual International Authority File: 16146030578935861926